# Arvid Hjelmquist
Arvid Ivan Hjelmquist, född 30 november 1882 i Torpa församling, Östergötland, död där 25 december 1959, var en svensk skulptör, tecknare och grafiker. 
Han var son till folkskolläraren Peter Magnus Hjelmquist och Ida Carolina Gustava Wetterhall och från 1909 gift med Gerda Halin. Hjelmquist var elev till bildhuggaren J. Carlsson i Tranås 1898-1903 och studerade därefter vid Konstakademien i Stockholm 1904-1908 där han tilldelades den kungliga medaljen och Beskowska stipendiet 1908. Med det resestipendium som han tilldelades 1907 kunde han nu resa till Paris där han vistades en tid innan han studerade i Köpenhamn 1910-1913. Han medverkade med skulpturer i Tranåsutställningen 1930 och genomförde en större separatutställning på Linköpings museum 1953. Han utförde en rad porträttbyster, porträttreliefer, trästatyetter, småskulpturer och medaljer, samt ägnade sig även med etsning och akvatint. På senare år tecknade han i blyerts skildringar från sin hembygd. Som illustratör utförde han ett flertal exlibris och bilderna till boken Från Sommarbygd till Vätterstrand II-IV 1946-1950. Han var under åren 1925-1950 anställd som rektor och lärare vid Tranås stads yrkesskola. Hjelmquist är representerad vid Nationalmuseum och Östergötlands museum.